# Comté de Carpentarie
Le comté de Carpentarie est une zone d'administration locale au nord du Queensland en Australie en bordure du golfe de Carpentarie.

## Géographie
Le comté comprend les villes de :
- Normanton ;
- Karumba, un port de pêche.

Les deux villes sont situées sur la Norman River.